# Artes (Ribeira)
Artes (llamada oficialmente San Xulián de Artes) es una parroquia y un lugar español del municipio de Ribeira, en la provincia de La Coruña, Galicia.

## Geografía
Se emplaza en la ladera oeste que se forma entre los montes de San Alberte (212 m) y A Cidá (210 m), ambos en las últimas estribaciones de la sierra del Barbanza. Al norte, esta ladera termina en el margen izquierdo del río de Artes. Geológicamente se encuentra en un área de granodioritas tardías de finales de la orogenia hercínica, rocas que fueron explotadas en dos canteras existentes, una de ellas ya abandonada.
Al oeste están las marismas de O Carregal, un depósito costero de sedimentación coluvial y eólica cerrado por una duna activa que recibe el nombre de "Montes da Area". La evolución de esta área parte de la formación de una laguna interior de agua dulce, con depósitos de turba que pueden observarse en O Pozo Negro. Posteriormente se habría abierto un canal de desagüe, O Río do Mar, que provocó el ambiente de marisma actual con canales mareales. Al sur del complejo se sitúa la laguna de O Carregal, de agua salobre. Esta área está protegida como parque natural, formando parte del complejo dunar de Corrubedo y las lagunas de Carregal y Vixán.
El río de Artes es el de mayor caudal y longitud. Sus fuentes nacen en el alto de A Coruta y desemboca en la laguna de O Carregal. A menudo aparece nombrado como río "Arlés", un error tipográfico bastante extendido y reproducido. En la parroquia el río recibe el nombre de Sanchanás o Río Grande según distintos lugares.
Climáticamente se sitúa dentro del área de clima oceánico hiperhúmedo propio del área de las Rías Bajas. Éste se caracteriza por las elevadas precipitaciones invernales y temperaturas moderadas. No obstante, al encontrarse en la punta de la península sus precipitaciones son relativamente escasas en comparación con la sierra del Barbanza, al no encontrar barreras montañosas que retengan las lluvias, presentando algún mes de aridez estival. La media de temperatura anual es de 14,9 °C.

## Historia
Durante la Prehistoria diversas comunidades dejaron su huella en las tierras que hoy en día conforman Artes. De época Neolítica se conservan túmulos megalíticos en el monte de San Alberte, en el monte da Cidá y en el lugar de Perdigoteira. Hallazgos de molinos de vaivén y hachas de piedra pulimentada podrían datarse entre el V y el I milenio a. C.
De la Edad del Hierro se conservan dos asentamientos: O Castro o Castro de Artes, y el castro de A Cidá, excavado entre 2014 y 2015.

La parroquia de Artes aparece nombrada en varios documentos durante la Edad Media y la Edad Moderna. El primer testimonio documental de la que se tiene constancia está fechada el 30 de enero de 1246, un documento notarial donde Fernando Rabinádiz de Deán y su mujer, María Odoáriz, venden al monasterio de Toxos Outos varias propiedades de su heredad por 100 sueldos leoneses en Deán Pequeno, Vilanova, Santa Uxía y en San Xián de Artes:
Ita uendimus et firmiter concedimus totam nostram hereditatem quam habemus ex parte abiorum nostrorum et de gana<n>cias sub aula Sancte Eugenie et Sancti Iuliani de Artiis in villis scilicet de Dayam Minore et in villa que uocatur Villa Noua in totis locis ubi fuerit uox de ipsis villis per suos terminos antiquos pro precio quo nobis et uobis bene complacuit...
El 25 de diciembre de 1407 se nombra como una de las concesiones de feligresías que Lope de Mendoza, arzobispo de Santiago de Compostela, concede a su sobrino Juan de Mendoza:
Conviene a saber: las feligresias de Sant Viçenço de Sispõo e de Sant Juan de Macẽeda e de Sant Giãao d'Artees e de Santo Andre de Cures con el coto de Nozeda, e de Santa Marina de Juyo e de los tres quartos de Santa Marina de Neyra e de los tres quartos de San Viçenço de Noal e de la feligresia de Sant Pedro de Muro e de la mayatad de San Miguell de Canbono e de la meatad de Sant Martiño de Minortos, e de la meatad de Sant Sadornino.
En fuentes eclesiásticas de 1500 aparece recogida la recaudación en la parroquia de ese año, unos 3.833 maravedís:
San Giao d’Artaes tres myll e ochoçientos e treynta e tres mrs. 
Según la delimitación parroquial contemplada en el amojonamiento de un documento eclesiástico de 1717 comprende los siguientes marcos y piedras,: Pedrecelos, A Gandarela, Pedra Rubia das Cortellas, Pedra do Souto Xestoso, Pedra da Sobreira, Pedra Esquita, Pedra do Lobo, Marmoriais de Santo Alberte, Rial da Figueira, Laxe da Carga, Fonte Moscosa, Río de Sirves y Pozo Negro.

## Entidades de población
Entidades de población que forman parte de la parroquia:
- A Ponte
- Arribas
- Artes
- Barreiro (O Barreiro)
- Bouciñas (As Bouciñas)
- Castro (O Castro)
- Devesa (A Devesa)
- Goda
- Gude
- Perdigoteira (A Perdigoteira)
- Quemadoiros (Os Queimadoiros)
- Soledad (A Soledá)
- Viñas
- Gándara (A Gándara)
- Muíños (Os Muíños)
- Outeiro (O Outeiro)
- Sego
- Teixoeira (A Teixoeira)
- A Braña Aberta

## Demografía

### Parroquia
| Gráfica de evolución demográfica de Artes (parroquia) entre 2000 y 2021 |
|                                                                         |
| Datos según el nomenclátor publicado por el INE.                        |

### Lugar
| Gráfica de evolución demográfica de Artes (lugar) entre 2000 y 2021 |
|                                                                     |
| Datos según el nomenclátor publicado por el INE.                    |

## Patrimonio

### Ermita de San Alberto
En el Monte de San Alberto se encuentra una ermita con la advocación al santo homónimo. El edificio es de estilo románico, con una ampliación posterior que afecta a la fachada.
La iglesia parroquial es de estilo neoclásico. El actual edificio fue construido entre 1749 y 1777 en el lugar de un antiguo templo posiblemente de estilo románico. La planta, de cruz latina, tiene una sola nave con bóveda de cañón. La fachada, simétrica, cuenta con una puerta principal con molduras en el dintel y jambas, y una ventana que ilumina la tribuna. Los muros son de cantería de granito. En la hornacina, hecha en 1771 según la inscripción que aparece en su pie, se representa una figura de San Xián (San Julián), con un pájaro en su mano derecha y vestido con una casaca representativa de la vestimenta de la época de construcción. En el atrio de la iglesia se conserva un sarcófago antropomorfo de época medieval. La advocación religiosa se celebra el 7 de enero.

### Escola das Nenas
La que fuera la antigua "escola das nenas" (escuela de las niñas), dentro del lugar de Outeiro, presenta en la puerta y en dos ventanas dos arcos conopiales de estilo gótico tardío propios de los siglos XIV-XV. Posiblemente pertenecieses o se aprovechases de una construcción eclesiástica anterior vinculada a la iglesia o a la casa del cura.

### Museos
Artes tiene dos museos: el Museo Etnográfico de Artes, situado en el Centro Recreativo de la parroquia, y el Museo del Grabado a la Estampa Digital, de promoción privada.